# 레이먼드 브릭스

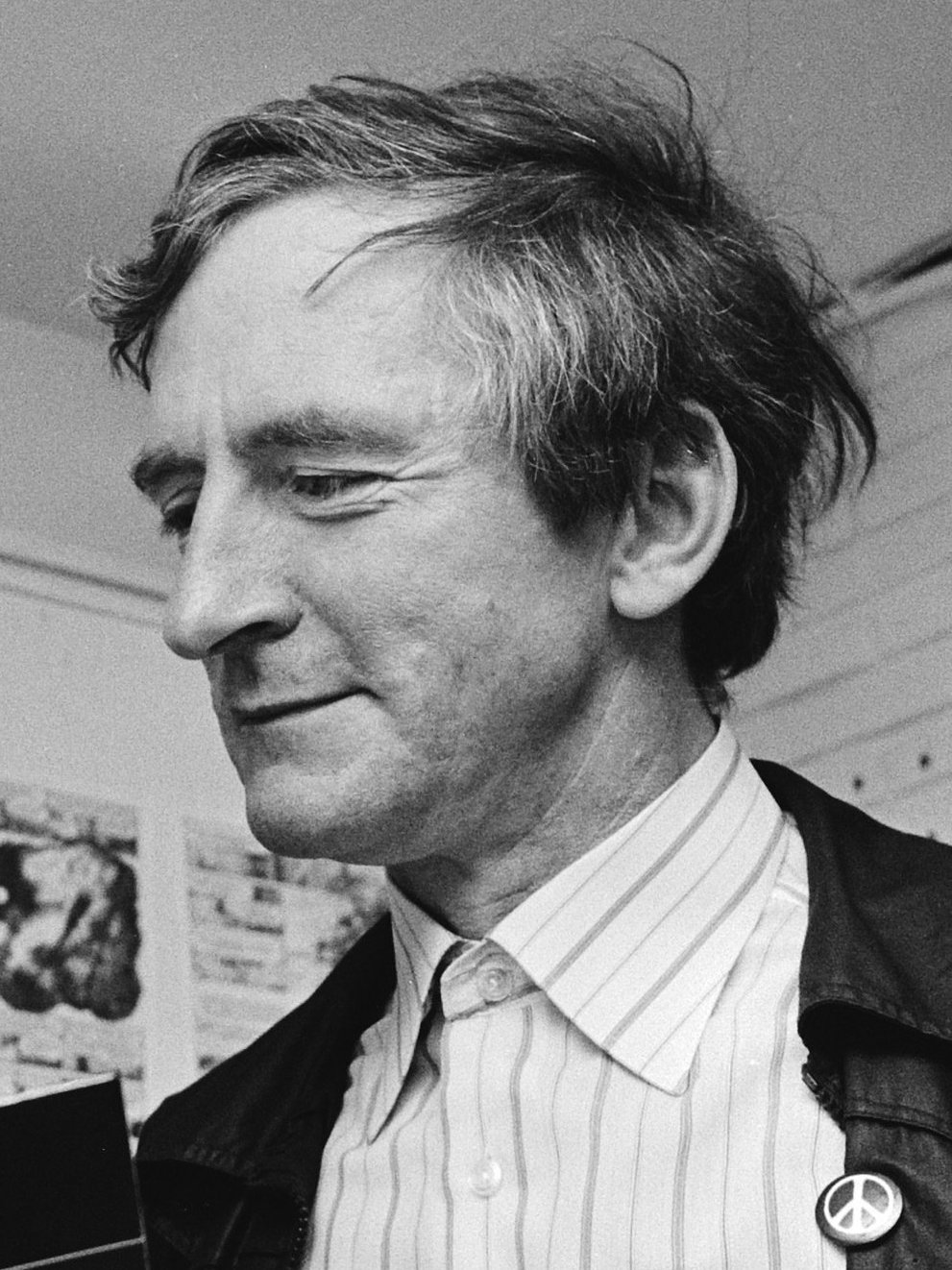
레이먼드 브릭스(1983년)

레이먼드 레드버스 브릭스(영어: Raymond Redvers Briggs 레이먼드 레드버스 브리그스[*], 1934년 1월 18일~2022년 8월 9일)는 영국의 작가 겸 일러스트레이터, 만화가, 그래픽소설가이다.

## 주요 작품
- 《눈사람 아저씨》
- 《괴물딱지 곰팡씨》
- 《산타 할아버지》